# Nyeri
Nyeri ist eine Stadt im südlichen Zentrum von Kenia mit 130.562 Einwohnern (Stand 1. Januar 2005) und liegt etwa 100 Kilometer nördlich von Nairobi entfernt am Fuße der Aberdares im Anblick des Mount Kenya. Die ehemalige Garnison ist heute Hauptstadt des gleichnamigen Countys. Bis zu deren Auflösung war sie das Verwaltungszentrum der Central Province. Die meisten Menschen, die hier leben, gehören dem Volk der Kikuyu an.
Im März 1990 wurde Nyeri zum Sitz des Erzbistums Nyeri erhoben.

Nyeri als Militärstation ca. 1903

In Nyeri liegt Paxtu, das ehemalige Wohnhaus von Robert Baden-Powell, Gründer der Pfadfinder, der hier seine letzten Lebensjahre verbrachte und mit seiner Frau Olave Baden-Powell auf dem Friedhof der Stadt beerdigt ist, siehe Grab von Baden-Powell. Heute ist es ein Museum und gehört zum Hotel Outspan, dem Ausgangspunkt zum berühmten Baumhotel Treetops, wo 1952 die spätere britische Königin Elisabeth II. vom Tod ihres Vaters erfuhr.

## Bildung
In Nyeri befindet sich das Kimathi University College of Technology, dass seit 2007 den Rang einer Universität innehat. Von der Eröffnung 1978 bis 2007 war das Kimathi Institute of Technology als College ausgewiesen. Die Kenya Methodist University betreibt neben dem Hauptcampus in Meru einen weiteren, kleinen Campus in Nyeri.

## Gesundheitswesen
Das Erzbistum Nyeri leitet in der Stadt das Gikondi Hospital.

## Söhne und Töchter der Stadt
- Wangari Muta Maathai (1940–2011), Wissenschaftlerin, Professorin, Frauenrechtlerin, ab 1977 Umweltaktivistin (Green Belt Movement) und ehemals stellvertretende Ministerin für Umweltschutz, Friedensnobelpreisträgerin 2004
- Catherine Ndereba (* 1972), Langstreckenläuferin
- Charles Waweru Kamathi (* 1978), Langstreckenläufer